# Dombach (Hessen)
Dombach is een plaats in de Duitse gemeente Bad Camberg, deelstaat Hessen, en telt 398 inwoners (2006).